# Émile Mahieu
Émile Mahieu, né le 24 octobre 1861 et mort le 22 mars 1955, est un peintre belge de décoration et d'art d'Eernegem.

## Biographie
Émile Mahieu suit les cours de peinture décorative et d'ornements à l'Académie royale des beaux-arts d'Anvers (KASKA) durant les années académiques 1880-1881, 1881-1882, 1882-1883. Son professeur était Lucas Victor Schaefels (1824-1885).
L'œuvre de Mahieu comprend des dizaines de peintures, dont des paysages, des natures mortes, des peintures religieuses et des portraits. Ces œuvres datent de la période qui s'étend de 1884 à la première moitié du xxe siècle. Un exemple notable d'un portrait est la Madonnina signée en 1889. Ce tableau semble s'inspirer de la Madonnina de Roberto Ferruzzi, un contemporain du peintre. Curieusement, la Madonnina de Mahieu a été signée huit8 ans avant que la Madonnina de Ferruzzi gagne la deuxième Biennale de Venise en 1897[réf. nécessaire].
Thérèse de Lisieux a été une source d'inspiration majeure pour son art religieux puisqu'elle apparaît à plusieurs reprises dans son œuvre. Elle est souvent représentée avec un crucifix et des roses à la main[réf. nécessaire].
La majorité de son travail consiste en des compositions avec des fruits et des fleurs, avec l'influence de son professeur Lucas Victor Schaefels indéniable, notamment sur ses premiers travaux[réf. nécessaire].
L'atelier de peinture de Mahieu est situé à l'arrière du manoir Huize Anna Mahieu (nl). Il a décoré cette maison de scènes pittoresques. La peinture du plafond de la salle de musique de la maison de notaire voisine Boedts était également de sa main.

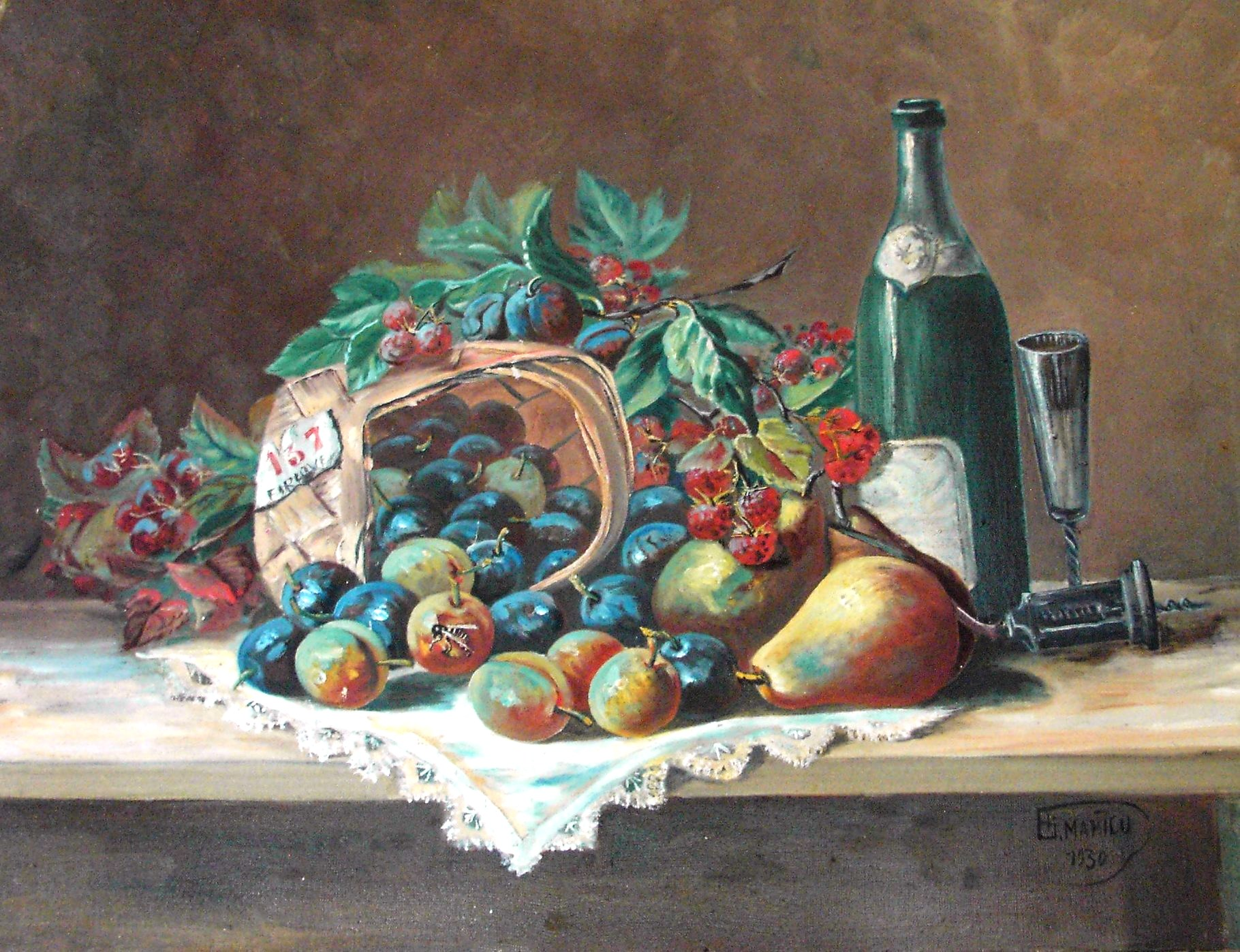
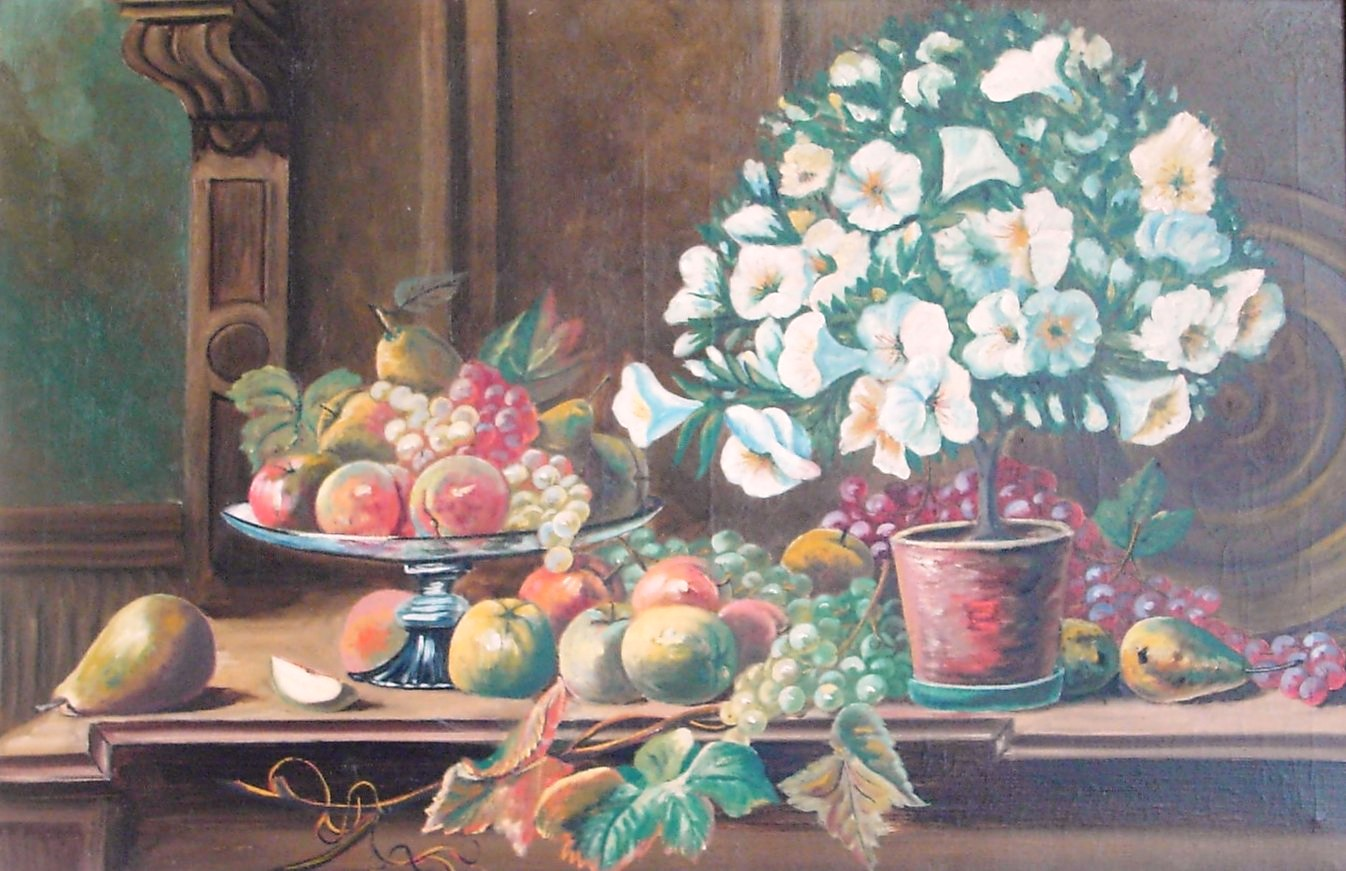
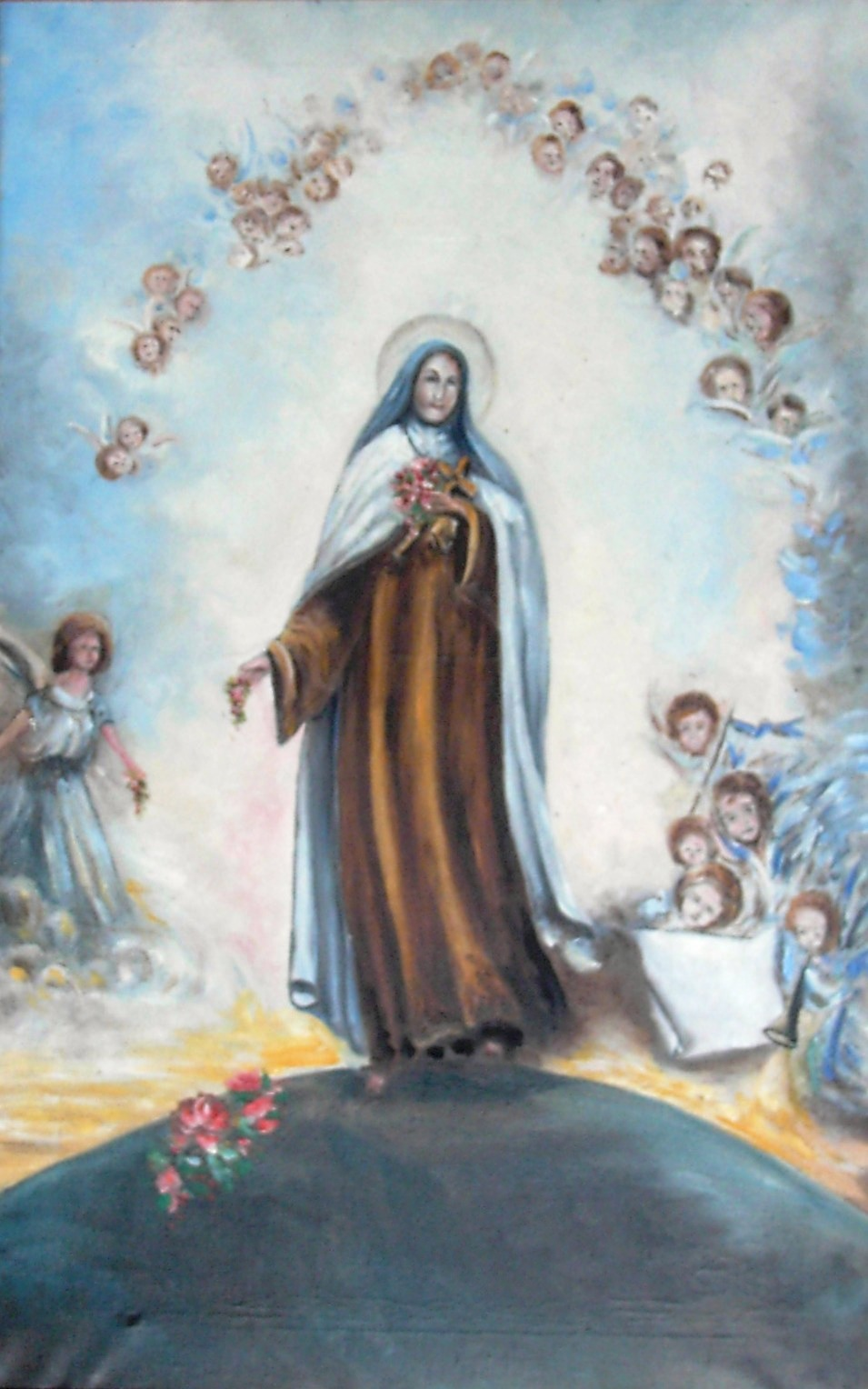
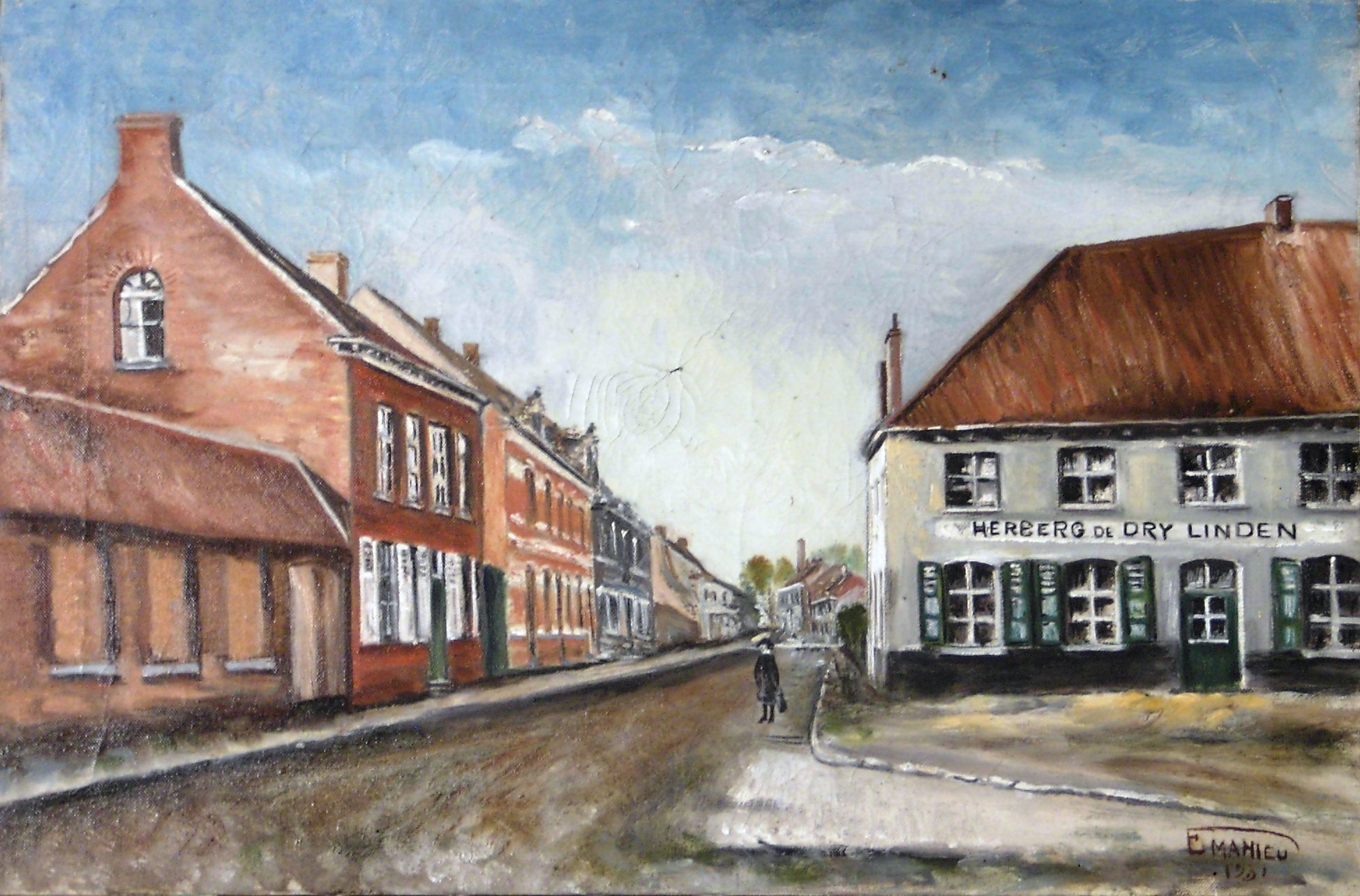
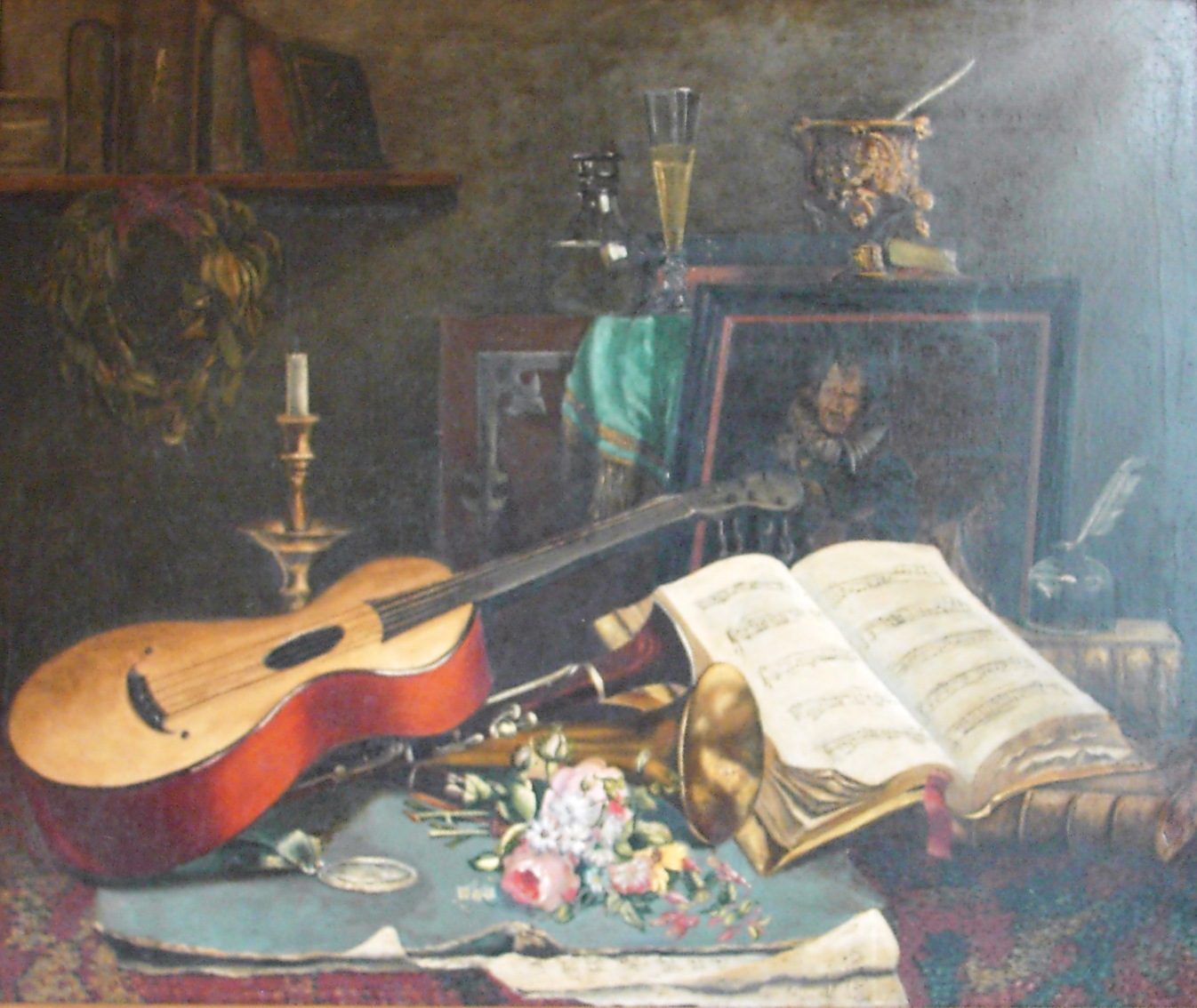